# Auf Los geht’s los
Auf Los geht’s los war eine Spielshow-Sendereihe des Südwestfunks im Deutschen Fernsehen (heute: Das Erste), deren Fernsehsendungen von 1977 bis 1986 an Samstagsabenden ausgestrahlt und von Joachim Fuchsberger moderiert wurden.

## Fuchsberger als Showmaster
Joachim Fuchsberger hatte bereits seit 1960 immer wieder verschiedene Spielshows präsentiert, die aber alle nur eine kurze Zeit liefen. Erst mit Auf Los geht’s los gelang ihm ein langanhaltender Erfolg.

## Ablauf

### Studiodekoration
Das entscheidende Requisit der Show war eine große Punktmatrix-Leuchtanzeige mit 2 Zeilen à 16 Zeichen. Sie befand sich über den Sitzplätzen der Kandidaten. Sie diente vorrangig den Spielen, sie zeigte aber auch die Titel der Musikdarbietungen und am Anfang den Namen der Sendung in Laufschrift. Rechts und links unterhalb dieser Anzeige fanden sich die Displays der Punktestände, eine dreistellige Punktmatrix-Anzeige für den Gesamtstand, darunter eine zweistellige Klappanzeige und eine einstellige Punktmatrix-Anzeige als Zähler für die einzelnen Spiele. Unterhalb dieses Ensembles saßen die Kandidaten.
Rechts neben den Kandidaten befand sich eine Theke, die lediglich als Abstellplatz für ein Telefon diente. Dahinter stand eine Tafel für die Hitparade, über der eine Uhr, ebenfalls mit Punktmatrix-Anzeige, für die zeitbegrenzten Spiele angebracht war. Daneben wiederum befand sich die Showbühne.

### Intro-Gag
Die Sendungen begannen mit einer witzigen Situation vor oder während der Begrüßung. Beispielsweise ließ sich Fuchsberger vom jungen Schimpansen Bärbel vor die Kamera ziehen (live), saß um den Faktor zwei verkleinert auf dem Moderatorenpult oder erschien mit einer Glatzenkappe auf dem Kopf (vorproduzierte MAZ vor dem Live-Auftritt).

### A–Z-Spiel
Das A–Z-Spiel war die zentrale Idee der Show; die erste Runde lag noch vor der Vorstellung der Kandidaten. Es mussten dabei Begriffe geraten werden: Fuchsberger nannte eine Umschreibung, etwa Instrument mit einem Ton (für Ahorn), und auf der Leuchtanzeige (sowie auf den Monitoren vor den Kandidaten) erschien für jeden Buchstaben des Begriffs ein Strich. Wusste niemand die Lösung sofort, was die Regel war, dann mussten Buchstaben gerufen werden. Fuchsberger nahm diese an, indem er sie wiederholte, und es ertönte entweder ein Summer, dann war der Buchstabe nicht enthalten, oder eine Glocke, dann ersetzte der betreffende Buchstabe die Striche an den entsprechenden Stellen. Meist konnte die teilweise ausgeschriebene Lösung dann erraten werden, wobei es mit zunehmender Länge auch Hilfen gab. Für jedes Erraten der fünf Begriffe gab es einen Punkt, angezeigt vom einstelligen Display.
Da man sich ursprünglich nicht sicher war, ob die Lösung für die Zuschauer am Fernsehgerät eingeblendet werden sollte oder nicht, stellte man in der ersten Sendung beide Varianten vor, worauf die meisten Zuschriften für Mitraten plädierten.
Viele Begriffe wurden von Zuschauern eingesandt; ihr Name und Wohnort wurde dann mit der Umschreibung genannt.

### Kandidatenvorstellung
Nach der ersten Runde stellte Fuchsberger die Kandidaten vor, wobei es auch kurze Einspielfilme zu sehen gab. Für die Spiele konnten sich nur Vereine aus einem vorgegebenen Bereich, beispielsweise Luftsport, bewerben. Es nahmen dann zwei Vereine mit jeweils drei Personen teil. Sie saßen an Pulten mit verdeckt eingebautem Monitor, in der Mitte zwischen ihnen befand sich ein Hocker für den Spielleiter.

### Zuschauerrunde
Ab 1979 folgte darauf eine zweiminütige Zuschauerrunde des A-Z-Spiels mit Timeout (etwa wie beim Eishockey). Fuchsberger begab sich hierzu auf die Tribüne. Die Leuchtanzeige wurde am oberen Bildrand, eine Countdown-Uhr am unteren Bildrand eingeblendet. Die Uhr im Studio hinter der Theke lief selbstverständlich ebenfalls mit. Die beiden zweistelligen Anzeigen gaben dann den Punktestand an, für jeden erratenen Begriff gab es einen Punkt. Die Spielstände des A–Z-Spiels wurden abschließend mit dem des Zuschauerspiels multipliziert.

### Hitparade
Für den Stargast inszenierte man eine Hitparade, für die sechs Titel zur Auswahl standen und kurz angespielt wurden. Der Gast musste einen Tipp abgeben, dann konnten die Zuschauer im Studio anrufen und die Nummer der gewünschten Darbietung wählen. Zuschauer im Ortsbereich kamen der Gerechtigkeit wegen ebenfalls nur mit Vorwahl durch.

### Erste Showeinlage
Die erste Showeinlage gestalteten weniger bekannte Künstler, etwa ein Ballett. Diese erhielten mit etwa neun Minuten aber einen genauso großen Anteil an der Show wie der Stargast.

### Zweite A-Z-Runde
Dann folgte die zweite Runde des A-Z-Spiels, das erneut aus 5 Begriffen bestand und ungefähr 4 Minuten in Anspruch nahm. Für jedes Erraten gab es erneut einen Punkt.

### Prominentenrunde
Ursprünglich folgte jetzt eine Versteigerung von Prominenten. Dabei gaben Vereine Gebote ab, und wer den Zuschlag bekam, konnte die ersteigerte Person beispielsweise auf einem Feuerwehrball auftreten lassen. Davon gab es in der nächsten Sendung dann einen kurzen Super-8-Film zu sehen.
1979 ersetzte eine Runde aus 5 Prominenten die Versteigerung. Fuchsberger sprach zuerst mit ihnen über ihre Aktivitäten, dann mussten sie Begriffe raten, ebenfalls 2 Minuten mit Timeout. Der Endstand (für jedes Erraten ein Punkt) wurde erneut mit dem vorherigen Punktestand multipliziert.
Die Prominenten standen zunächst einfach vor den leeren Kandidaten-Plätzen, was aber wenig gelungen schien, so dass der Prominenten-Teil noch mehrere Änderungen erfuhr.

### Stargast
Dem Stargast-Auftritt ging ein Anruf von Statistik- und EDV-Fachmann Karl Engelke voraus, der das Endergebnis der Hitparade bekannt gab: Die drei meistgenannten Titel wurden mit ihren Prozentzahlen genannt und kamen dann zum Vortrag. Für die Begleitung sorgte stets das Tanzorchester des Südwestfunks.

### Fernreise
Bei Auf Los geht’s los gab es stets eine Fernreise mit feststehendem Abflugdatum zu gewinnen, deren Stationen Fuchsberger ausführlich beschrieb. Bei reduzierter Studiobeleuchtung zeigte er zunächst das Reiseziel auf einem leuchtenden Globus und kommentierte dann einen kurzen Filmbeitrag, der nur mit Musik (von Ennio Morricone komponierte Titelmelodie aus Mein Name ist Nobody) unterlegt war und immer mit Aufnahmen eines Sonnenunterganges am Strand des Zielortes endete. Um die Reise gewinnen zu können, musste man eine Postkarte mit dem Lösungswort an den Südwestfunk senden. Die Umschreibung kam von einem Zuschauer, der diese vorher eingesandt hatte und nun telefonisch in die Sendung zugeschaltet wurde und nur seinen Namen, nicht aber den Wohnort nannte (um Nachfragen nach der Lösung zu unterbinden). Fuchsberger nannte dann die Umschreibung, die diesmal auch eingeblendet wurde. Nun liefen Striche über die Leuchttafel und der zugeschaltete Zuschauer musste Stop rufen. Dann hielten die Striche an und der Buchstabe an der Haltestelle wurde als Hilfestellung für die Lösung genommen.
Zunächst durfte nur allein, ab 1979 auf vielfachen Wunsch aber zu zweit gereist werden. Dann ging man noch dazu über, die Reisenden in die nächste Sendung einzuladen, so dass sie mit Unterstützung eines selbstgedrehten Super-8-Films von ihren Erlebnissen berichten durften.

### Pantomime
Abschließend kam es zum Pantomime-Spiel, welches die beiden Vereine nacheinander im Stehen spielten, je eine Minute mit Timeout. Sie bekamen Kopfhörer mit lauter Musik aufgesetzt, die Zuschauer spielten den genannten Begriff vor, und für richtiges Erraten gab es 3 Punkte.

### Gewinner
Der Verein mit den meisten Punkten gewann. Beide Vereine durften die 100-fache Punktzahl als DM-Betrag mit nach Hause nehmen, wobei es sich hierbei typischerweise um einen Betrag zwischen 4000 DM und 8000 DM handelte.

## Veränderungen
Die zentrale Idee, das A-Z-Spiel, ist immer erhalten geblieben, ansonsten hat es aber im Laufe der Jahre weitreichende Änderungen gegeben. So spielten seit Anfang der achtziger Jahre nur noch vier Kandidaten für sich allein, die Spielstandanzeige befand sich jetzt an ihrem Pult. Die Kandidaten hatten immer am Sendetag Geburtstag, zusätzlich mussten sie ein weiteres Kriterium (z. B. rothaarig) erfüllen, das in einer vorherigen Sendung bekannt gegeben wurde.
Beim Spiel Die neun Geschworenen saßen neun Zuschauer auf einer speziellen Tribüne und die Kandidaten mussten einschätzen, wie viele von ihnen einer von Fuchsberger vorgelesenen Behauptung zustimmen. Die Prominenten wurden dergestalt in die Sendung eingebaut, dass die Kandidaten eine Behauptung über sie mit ja oder nein beantworten mussten. Bei der Superchance durfte der Gewinner abschließend binnen 60 s eine zehnstufige Treppe besteigen, musste aber vor jedem Schritt erst eine Frage richtig beantworten.

## Ungewöhnliches
- Als Stargäste der ersten Sendung am 22. Januar 1977 waren Reinhard Mey und Helmut Schön in der Schwabenlandhalle in Fellbach anwesend. Helmut Schön wurde u. a. durch ortsansässige Fußballvereine für einen guten Zweck ersteigert. Im Verlauf der Sendung sollte eine Straße in Fellbach Sepp-Herberger-Straße benannt werden.

- Schon die erste Sendung schloss Fuchsberger mit einem Schimpansen namens Charly ab. Die Idee dazu gab Hans-Joachim Kulenkampff, der seine Show Einer wird gewinnen mit seinem Butler Martin Jente beschloss. Fuchsberger wollte diese Idee nicht exakt kopieren und griff den Vorschlag seiner Sekretärin auf, einen dressierten Affen zu nehmen, der einen Briefumschlag mit seiner Botschaft überreichen sollte. Man fand dann nach längerem Suchen Charly, der aber nach einigen Sendungen bei der Generalprobe nicht seine Rolle spielte. Der Trainer riet daraufhin, den Affen mit einer Eisenstange zu schlagen, da er den Showmaster sonst nicht als Alphatier anerkenne. Fuchsberger befürchtete aber einen enormen Zuschauerprotest, so dass man schließlich auf Bärbel auswich. Es handelte sich um ein wesentlich kleineres Tier, das aber weniger gut ankam, so dass schließlich gar keine Affen mehr vorkamen.

- Bei einer Folge, die länger als die vorgesehene Sendezeit dauerte, aber dessen ungeachtet pünktlich ausgeblendet wurde, kam es dazu, dass der normalerweise am Ende der Sendung vorgestellte Zuschauerbegriff nicht mehr ausgestrahlt wurde. Daraufhin wurde am folgenden Sonntag in mehreren Radionachrichten die entsprechende Umschreibung Eine weibliche Verwandte scharfmachen (Lösung: Tante-Emma-Laden) nachgeliefert.

- Fuchsberger stellte einmal eine Beamtenanwärterin aus Bayern vor, die wegen Übergewichts nicht beamtet werden sollte. Nachdem der Fall mit dem zuständigen Ministerpräsidenten (dem selbst recht wohlbeleibten Franz Josef Strauß) fernmündlich besprochen war und dieser der Anwärterin aber keine Hoffnung auf eine Ausnahme machen wollte, machte Désirée Nosbusch eine abfällige Bemerkung über den Ministerpräsidenten, was ein längeres Auftrittsverbot für sie beim Bayerischen Rundfunk nach sich zog.

- In der Folge vom 9. Mai 1981 beschimpfte ein Zwischenrufer den Gast Erich von Däniken. Fuchsberger bat den Mann daraufhin auf die Bühne, um ein kurzes Gespräch mit ihm zu führen. Dieser beklagte, dass es viele wichtigere Probleme zu besprechen gäbe, als die Hypothesen von von Däniken. Fuchsberger entgegnete, dass es – unbenommen der Meinung des Mannes – im deutschen Fernsehen bereits viele andere Sendungen gäbe, die sich mit diesen Problemen beschäftigen und das Publikum auch ein Recht auf Sendungen habe, die sich ohne schlechtem Gewissen ausschließlich der Unterhaltung widmen.

- Bei der am 28. August 1982 aus Wien ausgestrahlten Folge mit österreichischem Publikum stellte er die verhängnisvolle Frage: „Wie viele der neun Geschworenen nennen die Deutschen prinzipiell: Piefke?“ Sechs der neun Geschworenen, darunter der damalige Direktor der Berliner Verkehrsbetriebe Joachim Piefke, antworteten mit ja. Von Fuchsberger befragt erklärten sie, die Piefkes wären die eingebildeten Deutschen, die mit ihrer Mark um sich schmissen und glaubten, sie seien etwas Besseres. Diese Episode wird als Aufhänger im Fernsehfilm Die Piefke-Saga verwendet.

- In der Folge vom 20. November 1982 stellten die Musiker Hubert Bognermayr und Harald Zuschrader den damals neuartigen Musikcomputer Fairlight CMI vor. Dabei nahmen sie Geräusche aus dem Publikum auf, sampelten diese und spielten daraus den Weihnachtssong Jingle Bells.

- Aufgrund einer verlorenen Wette bei Wetten, dass..? erschien Fuchsberger am 22. Oktober 1983 in einem Nachthemd und mit Hausschlappen. Eigentlich wollte er nur den ersten Teil der Sendung damit verbringen; das befragte Saalpublikum entschied aber, dass er das Hemd bis zum Schluss anbehalten sollte. Im Vorfeld waren von den Zuschauern zahlreiche, teils individuell gestaltete Nachthemden eingeschickt worden, so dass Fuchsberger im Laufe der Sendung verschiedene Exemplare trug.

## Laufzeit
Der Südwestfunk produzierte vom 22. Januar 1977 bis 15. März 1986 insgesamt 60 Sendungen. Dann fand die Sendereihe vorzeitig ein Ende, obwohl der Vertrag noch einige Ausgaben vorsah. Die letzte Sendung wurde ganz in den Dienst von UNICEF gestellt. Zum Ende der Sendung kam es, weil Fuchsberger zunehmend in die Kritik der Medien und der Zuschauer geraten war. Durch Bemerkungen hatte er in der damaligen Zeit Anstoß erregt und kam einer Absetzung der Sendung durch seinen Ausstieg zuvor.

### Ausstrahlungen im Ersten
Die Sendungen wurden zu folgenden Terminen im Ersten ausgestrahlt:
| DATUM      | FOLGE | ORT                                 | GÄSTE |
| 22.01.1977 | 01    | Fellbach, Schwabenlandhalle         | Reinhard Mey, Helmut Schön |
| 05.03.1977 | 02    | Ravensburg, Oberschwabenhalle       | Anneliese Rothenberger, René Kollo, Heinz Rühmann |
| 16.04.1977 | 03    | Pforzheim, Jahnhalle                | Caterina Valente, Silvio Francesco, Frank Elstner, Bernhard Grzimek |
| 11.06.1977 | 04    | Karlsruhe, Schwarzwaldhalle         | Katja Ebstein, Udo Jürgens |
| 23.07.1977 | 05    | Stuttgart, Liederhalle              | Roger Whittaker |
| 03.09.1977 | 06    | Kaiserslautern, Barbarossahalle     | Gitte, Tanzpaar Trautz, Tanzpaar Fischer |
| 29.10.1977 | 07    | Trier, Europahalle                  | Rene Kollo, Heinz Schenk, Pfälzer Weinkehlchen (Ltg. Hans Moster) |
| 10.12.1977 | 08    | Ludwigshafen, Friedrich-Ebert-Halle | Nana Mouskouri, Ivan Rebroff |
| 21.01.1978 | 09    | Böblingen, Sporthalle               | Karel Gott, Tony Marshall, Rolf Braun |
| 04.03.1978 | 10    | Freiburg/Breisgau, Stadthalle       | Boney M., Ilja Richter, Irene Mann |
| 15.04.1978 | 11    | Mainz, Rheingoldhalle               | Howard Carpendale, Ireen Sheer, Roberto Blanco |
| 27.05.1978 | 12    | Rodalben, TSR-Sporthalle            | Freddy Quinn, Michael Schanze |
| 17.02.1979 | 13    | Mainz, Rheingoldhalle               | Ivan Rebroff, Alice & Ellen Kessler, Tony Marshall, Rolf Braun, Uli Hoeneß |
| 14.04.1979 | 14    | Offenburg, Oberrheinhalle           | Helen Schneider, Mike Krüger, Christian Anders, Milk & Honey |
| 12.05.1979 | 15    | Düsseldorf, Philipshalle            | Gilbert Becaud, Harald Juhnke, Wolfgang Fierek, Cleo Kretschmer |
| 09.06.1979 | 16    |                                     | |
| 21.07.1979 | 17    | Freiburg/Breisgau, Stadthalle       | Karin Dor, Bud Spencer, Richard Clayderman, Fritz Eckart, Julia Migenes |
| 02.09.1979 | 18    |                                     | |
| 19.01.1980 | 19    | Böblingen, Sporthalle               | Peter Maffay |
| 01.03.1980 | 20    | Mainz, Rheingoldhalle               | Hildegard Knef, Thomas Gottschalk, The Kelly Family |
| 12.04.1980 | 21    |                                     | |
| 31.05.1980 | 22    | Offenburg, Oberrheinhalle           | |
| 05.07.1980 | 23    | Stuttgart, Südfunk-Studio           | |
| 17.01.1981 | 24    |                                     | Ephraim Kishon, Peter Maffay, Gitte |
| 28.03.1981 | 25    | Ludwigshafen, Friedrich-Ebert-Halle | Lena Valaitis, Desiree Nosbusch |
| 09.05.1981 | 26    | Köln, Sporthalle                    | Udo Lindenberg, Jill Sander, Jupp Derwall, Erich von Däniken, Al Martino, Orchester Kurt Edelhagen, Desiree Nosbusch |
| 20.06.1981 | 27    | Ravensburg, Oberschwabenhalle       | Milva, Roger Whittaker, Alfred Biolek, Heinz Schenk |
| 15.08.1981 | 28    | Hof, Freiheitshalle                 | Boney M., Peter Hofmann |
| 24.10.1981 | 29    |                                     | |
| 19.12.1981 | 30    |                                     | |
| 30.01.1982 | 31    | Wolfsburg, Kongresshalle            | Sheena Easton, Roland Kaiser, The Dancing Devils, Jean-Paul Belmondo, Beatrice Richter, Bubi Scholz |
| 27.03.1982 | 32    | Ludwigshafen, Friedrich-Ebert-Halle | Linda Gray, Peter Cornelius, Karel Gott, Klaus Kinski |
| 22.05.1982 | 33    | Essen, Grugahalle                   | Udo Jürgens, Peter Fonda, Jeanne Moreau |
| 03.07.1982 | 34    | Offenburg, Oberrheinhalle           | Dalida, Falco, John McLaughlin, Katja & Marielle |
| 28.08.1982 | 35    | Wien, Stadthalle                    | Arnold Schwarzenegger, Bud Spencer, Rainhard Fendrich, Al Bano und Romina Power, Georg Thomalla, Tina Riegel, Ricchi e Poveri |
| 09.10.1982 | 36    | Rodalben, TSR-Sporthalle            | Sir Peter Ustinov, Luis Trenker, Peter Hofmann, Dionne Warwick |
| 20.11.1982 | 37    | Mainz, Rheingoldhalle               | Opus, Hubert Bognermayr, Shirley Bassey, Lena Valaitis, Jaromir Wagner |
| 15.01.1983 | 38    | Siegen, Siegerlandhalle             | Roger Whittaker, Maria Schell, Sylvester Stallone |
| 12.03.1983 | 39    | Ludwigshafen, Friedrich-Ebert-Halle | Eberhard Gienger, Robert De Niro, Zara-Thustra, Alice, Up with people |
| 07.05.1983 | 40    | Hollabrunn, Sporthalle              | Al Jarreau, Rene Kollo, Mainstreet |
| 18.06.1983 | 41    | Friedrichshafen, IBO-Messehalle     | Supertramp, Mireille Mathieu, Patrick Duffy, André Heller |
| 10.09.1983 | 42    | Bochum, Ruhrlandhalle               | Wencke Myhre, Malcolm McLaren, Georg Danzer, Lino Ventura, Jerry Lewis, Mike Krüger |
| 22.10.1983 | 43    | Ludwigshafen, Friedrich-Ebert-Halle | Christopher Lee, Angelo Branduardi, Audrey Landers, Gustl Bayrhammer, Mireille Mathieu, Patrick Duffy, Harry Belafonte |
| 03.12.1983 | 44    | Freiburg, Stadthalle                | David Bowie, Peter Weck, Rondo Veneziano |
| 04.02.1984 | 45    | Kaiserslautern, Barbarossahalle     | Nena, Chris Rea, Klaus Maria Brandauer |
| 24.03.1984 | 46    | Offenburg, Oberrheinhalle           | Barbra Streisand, Howard Carpendale, Up with people, Conny und Jean |
| 12.05.1984 | 47    | Münster, Halle Münsterland          | Raffaela Carra, Terence Hill, Rolf und seine Freunde, Cosa Rosa |
| 30.06.1984 | 48    | Basel, St. Jakobshalle              | Peter Maffay, Marlene Ricci, Liselotte Pulver |
| 25.08.1984 | 49    | Ludwigshafen, Friedrich-Ebert-Halle | Gitte Haenning |
| 20.10.1984 | 50    | Linz, Sporthalle                    | Julio Iglesias, Gheorghe Zamfir, Wiener Sängerknaben, Falco, Leonard Nimoy, Bud Spencer, Terence Hill |
| 08.12.1984 | 51    | Duisburg, Rhein-Ruhr-Halle          | Placido Domingo, Whirling Wizards, Andreas Martin |
| 19.01.1985 | 52    | Böblingen, Sporthalle               | Bo Derek, Barry Gibb, Paul Hunt |
| 09.03.1985 | 53    | Basel, St. Jakobshalle              | Blackwits, Mike Krüger, Susanne Uhlen, Klaus Lage, Giorgio Moroder, Gustav Fröhlich, Ricchi e Poveri |
| 27.04.1985 | 54    | Köln, Sporthalle                    | Herman van Veen, John James |
| 01.06.1985 | 55    | Wien, Stadthalle                    | Maria Bill, Peter Cornelius, Rainhard Fendrich, Gary Lux, Opus, Harry Belafonte |
| 14.09.1985 | 56    | Ravensburg, Oberschwabenhalle       | Catherine Deneuve, Stefan Waggershausen, Alice, Jürgen Renford, Shi Honge |
| 02.11.1985 | 57    | Bochum, Ruhrlandhalle               | |
| 21.12.1985 | 58    | Ludwigshafen, Friedrich-Ebert-Halle | Karel Gott, Daliah Lavi, Rudolf Schock |
| 01.02.1986 | 59    | Duisburg, Rhein-Ruhr-Halle          | Wall Street Crash, Flying Aarhus, Peter Maffay |
| 15.03.1986 | 60    | Düsseldorf, Philipshalle            | Marianne von Weizsäcker, Caterina Valente, Sir Peter Ustinov, Danny Kaye, Lionel Richie, Jennifer Rush, Peter Maffay, Giulietta Masina, Alice und Ellen Kessler, Ingrid Steeger, Mike Krüger, Lena Valaitis u. a. Regie: Dieter Pröttel |